# Symfonie nr. 4 (Roussel)
Albert Roussel voltooide zijn Symfonie nr. 4 in 1934. Het zou zijn laatste werk binnen het genre symfonie zijn. De klank van de symfonie borduurt verder op die van haar voorganger, de Sinfonietta.  De muziek klinkt af en toe nerveus en dreigend.
Albert Wolff gaf leiding aan de eerste uitvoering met het Orchestre Pasdeloup op 19 oktober 1934.
De symfonie is geschreven in de traditionele vierdelige opzet, deel 1 valt echter in twee verschillende “stemmingen” uiteen (een langzame introductie, snelle opvolging):
1. Lento – Allegro con brio
2. Lento molt
3. Allegro scherzando
4. Allegro molto

Roussel schreef zijn vierde symfonie voor:
- 1 piccolo, 2 dwarsfluiten, 2 hobo’s, 1 althobo,  2 klarinetten,  1 basklarinet, 2 fagotten, 1 contrafagot
- 4 hoorns, 4 trompetten, 3 trombones, 1 tuba
- pauken,  percussie (tamboerijn, triangel, bekkens, grote trom), 1 harp,
- violen, altviolen, celli, contrabassen

De symfonie kent een uitgebreide discografie en wist het zelfs te brengen tot een opname door de Russische dirigent Aleksandr Gauk, normaliter specialist in Russisch repertoire.